# Lymeon tarsalis
Lymeon tarsalis là một loài tò vò trong họ Ichneumonidae.